# Нотфельд
Нотфельд (нем. Nottfeld) — община в Германии, в земле Шлезвиг-Гольштейн. 
Входит в состав района Шлезвиг-Фленсбург. Подчиняется управлению Зюдербраруп.  Население составляет 141 человек (на 31 декабря 2010 года). Занимает площадь 3,18 км².